# Kanton Saint-Martory
Der Kanton Saint-Martory war bis 2015 ein französischer Wahlkreis im Arrondissement Saint-Gaudens im Département Haute-Garonne und in der Region Midi-Pyrénées; sein Hauptort war Saint-Martory. Sein Vertreter im Conseil Régional für die Jahre 2004 bis 2010 war Joseph Lafuste.

## Gemeinden
Der Kanton umfasste zwölf Gemeinden:
| Gemeinde                   | Einwohner Jahr | Fläche km² | Bevölkerungsdichte | Postleitzahl | Code INSEE |
| -------------------------- | -------------- | ---------- | ------------------ | ------------ | ---------- |
| Arnaud-Guilhem             | 232 (2013)     | –          | – Einw./km²        | 31360        | 31018      |
| Auzas                      | 208 (2013)     | –          | – Einw./km²        | 31360        | 31034      |
| Beauchalot                 | 534 (2013)     | –          | – Einw./km²        | 31360        | 31050      |
| Castillon-de-Saint-Martory | 364 (2013)     | –          | – Einw./km²        | 31360        | 31124      |
| Le Fréchet                 | 114 (2013)     | –          | – Einw./km²        | 31360        | 31198      |
| Laffite-Toupière           | 97 (2013)      | –          | – Einw./km²        | 31360        | 31260      |
| Lestelle-de-Saint-Martory  | 453 (2013)     | –          | – Einw./km²        | 31360        | 31296      |
| Mancioux                   | 441 (2013)     | –          | – Einw./km²        | 31360        | 31314      |
| Proupiary                  | 72 (2013)      | –          | – Einw./km²        | 31360        | 31440      |
| Saint-Martory              | 937 (2013)     | –          | – Einw./km²        | 31360        | 31503      |
| Saint-Médard               | 215 (2013)     | –          | – Einw./km²        | 31360        | 31504      |
| Sepx                       | 217 (2013)     | –          | – Einw./km²        | 31360        | 31545      |

## Bevölkerungsentwicklung
| 1962 | 1968 | 1975 | 1982 | 1990 | 1999 | 2006 |
| ---- | ---- | ---- | ---- | ---- | ---- | ---- |
| 3475 | 3428 | 3377 | 3495 | 3290 | 3160 | 3327 |